# زیردریایی یو-۲۶۰
زیردریایی یو-۲۶۰ (به انگلیسی: German submarine U-260) یک زیردریایی بود که طول آن ۶۷٫۱ متر (۲۲۰ فوت ۲ اینچ) بود. این زیردریایی در سال ۱۹۴۲ ساخته شد.